# Nie Haisheng
Nie Haisheng (聂海胜; Niè Hǎishèng), född 1964 i Zaoyang i Hubei, är en kinesisk rymdfarare (taikonaut).
Efter gymnasiet anslöt sig Nie Haisheng till försvaret för att bli pilot. Nie Haisheng skrev in sig på flygvapnets flygskola 1984och  tog examen 1987. Nie Haisheng började som stridspilot 1989 och nådde graden generalmajor. 1996 klarade Nie Haisheng de fysiska proven för att bli rymdfarare, och blev 1998 utvald till träningsgruppen för bemannade rymdfärder.
Nie Haisheng var 2005 pilot på Shenzhou 6 och 2013 befäl på Shenzhou 10 som dockade till rymdstationen Tiangong 1. Nie Haisheng ingick även i backupbesättningen till Shenzhou 5, Shenzhou 7 och Shenzhou 9.
2019 utsågs  han till befälhavare på Shenzhou 12. Farkosten lyften den 17 juni 2021, några timmar senare dockade med den kinesiska rymdstationen Tiangong.

## Utmärkelser
Asteroiden 9517 Niehaisheng är uppkallad efter honom.